# Elektrownia jądrowa Shimane
Elektrownia jądrowa Shimane (jap. 島根原子力発電所 Shimane genshiryoku hatsudensho) – japońska elektrownia jądrowa położona w sąsiedztwie miasta Matsue, w prefekturze Shimane. Elektrownia posiada dwa bloki energetyczne z reaktorami typu BWR. Trzeci reaktor jest w trakcie budowy. Jej właścicielem i operatorem jest firma Chūgoku Electric Power Company.

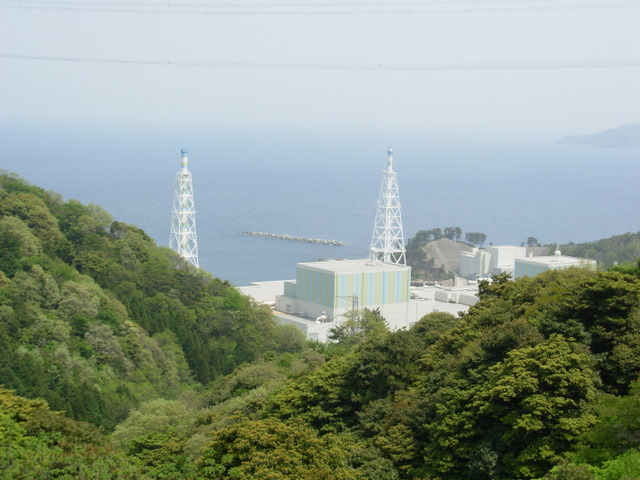
Jeden z bloków EJ Shimane

Elektrownia zajmuje powierzchnię 1,92 km².

## Reaktory

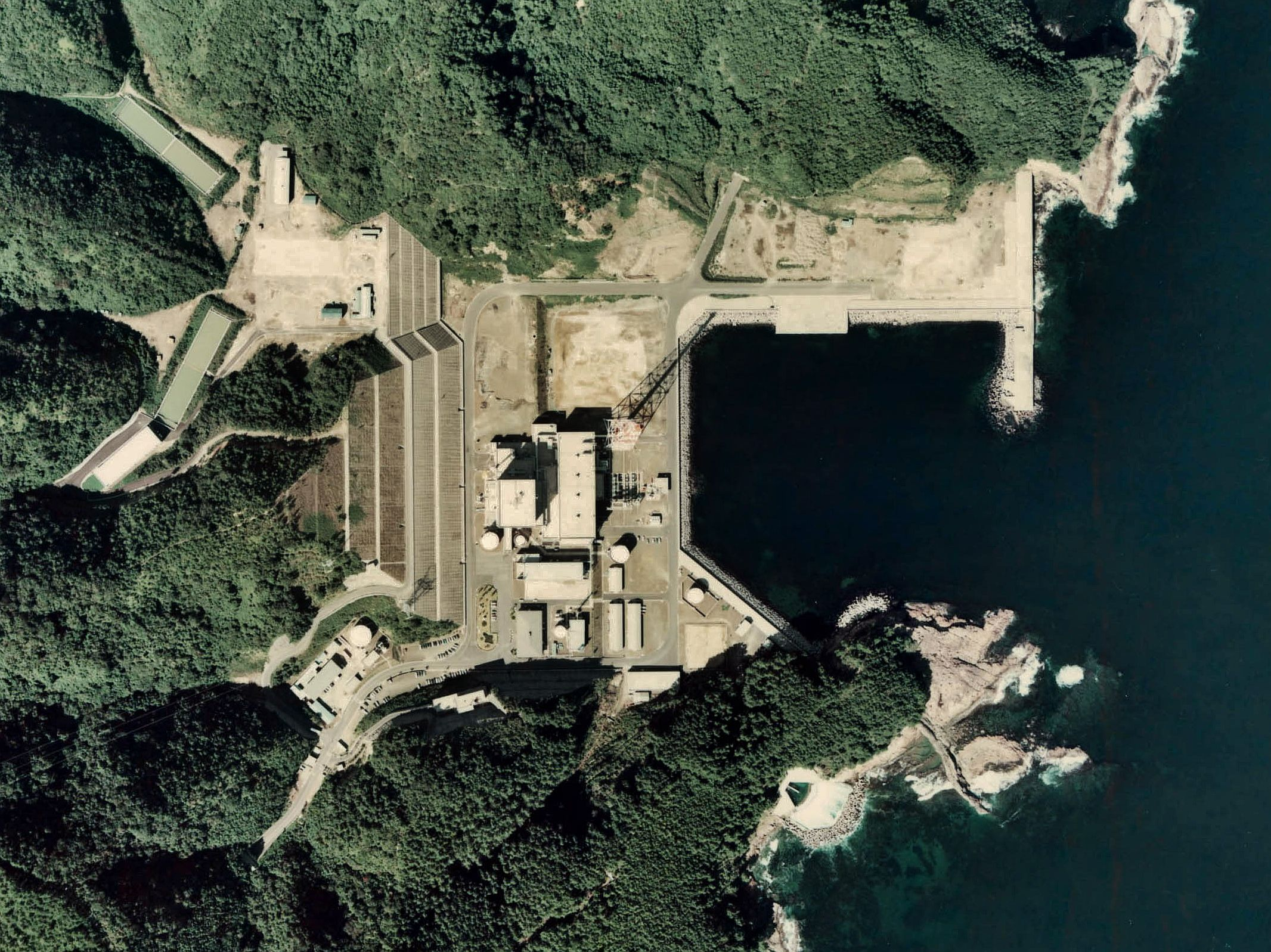
Budowa EJ Shimane, 1976

| Nazwa bloku | Rodzaj reaktora | Producent | Rozpoczęcie budowy | Stan krytyczny | Włącz. do sieci | Moc elektr. netto | Moc elektr. brutto | Moc termiczna | L. zestaw. paliw. | Koszt całk. bloku |
| ----------- | --------------- | --------- | ------------------ | -------------- | --------------- | ----------------- | ------------------ | ------------- | ----------------- | ----------------- |
| Shimane-1   | BWR-3           | Hitachi   | 1 lipca 1970       | 1 czerwca 1973 | 2 grudnia 1973  | 439 MW            | 460 MW             | 1380 MW       |                   |                   |
| Shimane-2   | BWR-5           | Hitachi   | 1 lutego 1985      | 25 maja 1988   | 11 lipca 1988   | 789 MW            | 820 MW             | 2436 MW       |                   |                   |
| Shimane-3   | ABWR            |           | 1 marca 2005       | w budowie      |                 | 1373 MW           |                    |               |                   |                   |

## Zdarzenia
Do 2010 w elektrowni miało miejsce 8 usterek lub zdarzeń o których powiadomiono japoński urząd dozoru jądrowego. Jedno z nich zostało sklasyfikowanych na poziomie 1 skali INES (30 stycznia 1995, o godzinie 09:29). Sześć na poziomie 0, tj. jako odchylenie bez znaczenia dla bezpieczeństwa. Jedna nie podlegała klasyfikacji INES.